# 恵庭市立松恵小学校
恵庭市立松恵小学校（えにわしりつ まつえしょうがっこう）は、
北海道恵庭市中央に所在する公立小学校。
児童89名（2024年現在）

## 概要
松恵小学校の周辺は田畑が広がっており、授業の一環として農園学習を行っており高学年は稲の栽培も携わっている。1998年に恵庭市の特別認定入学指定校に認定され、この制度によって通学区域外からの通学を認めている。

## 沿革
1971年に松園小学校と松鶴小学校が閉校し統合され、恵庭市立松恵小学校として6学級、児童200名で開校した。
年表
- 1970年（昭和45年）- 校舎第一期工事着工[2]。
- 1971年（昭和46年）- 校舎完成、恵庭市立松恵小学校開校[4]、校舎第二期工事・体育館完成[2]。
- 1972年（昭和47年）- 校章、校歌（作詞:稲葉留雄、作曲:平田晋也[2]）制定[4]。
- 1974年（昭和49年）- 水泳プール完成[2]。
- 1988年（昭和63年）- 大規模環境整備を実施[2]。
- 1997年（平成9年）- 校舎改築工事完成[4]。
- 1998年（平成10年）- 恵庭市の特別認定入学指定校に認定[4]。
- 2011年（平成23年）- ユネスコスクールに加盟校として登録[6]
- 2013年（平成25年）- ユネスコショップ開店[2]。

## 教育目標
- 考える子（知）[7]
- やさしい子（情）[7]
- つよい子（意）[7]
- 元気な子（体）[7]

## 学校行事
学校行事は以下の通り。
- 4月 - 前期始業式、入学式
- 5月 - 田植え（5年）
- 6月 - 運動会、租税教室（6年）
- 7月 - 宿泊学習（5年）、浄水場見学（4年）、夏季休業
- 8月 - ユネスコショップオープン
- 9月 - 修学旅行（6年）、校外学習（1年、2年）、消防署見学（3年）
- 10月 - 前期終業式、秋季休業、後期始業式
- 11月 - 学習発表会、ふれあい集会（1年、2年）
- 12月 - 冬季休業
- 1月 -
- 2月 - 校内スキー記録会、
- 3月 - 6年生を送る会、卒業式、修了式、学年末休業

## 通学区域
通学区域は以下の通り。特別認定入学指定校のため通学区域外からの通学を認めている。
- 中央
- 春日
- 漁太
- 林田 （1-169番地、200-257番地）
- 上山口 （1-466番地、495-562番地、580-620番地、635-645番地、650-669番地）
- 中島松 （57番地）

## 進学先中学校
通学区域によって二校に別れる。
- 恵庭市立恵北中学校
- 恵庭市立恵明中学校

## 交通
鉄道
- JR千歳線恵み野駅より徒歩49分

バス
- えにわコミュニティバス（ecoバス）循環A・Bコース「恵み野東7丁目」停留所下車、徒歩30分[11]

## 松園小学校

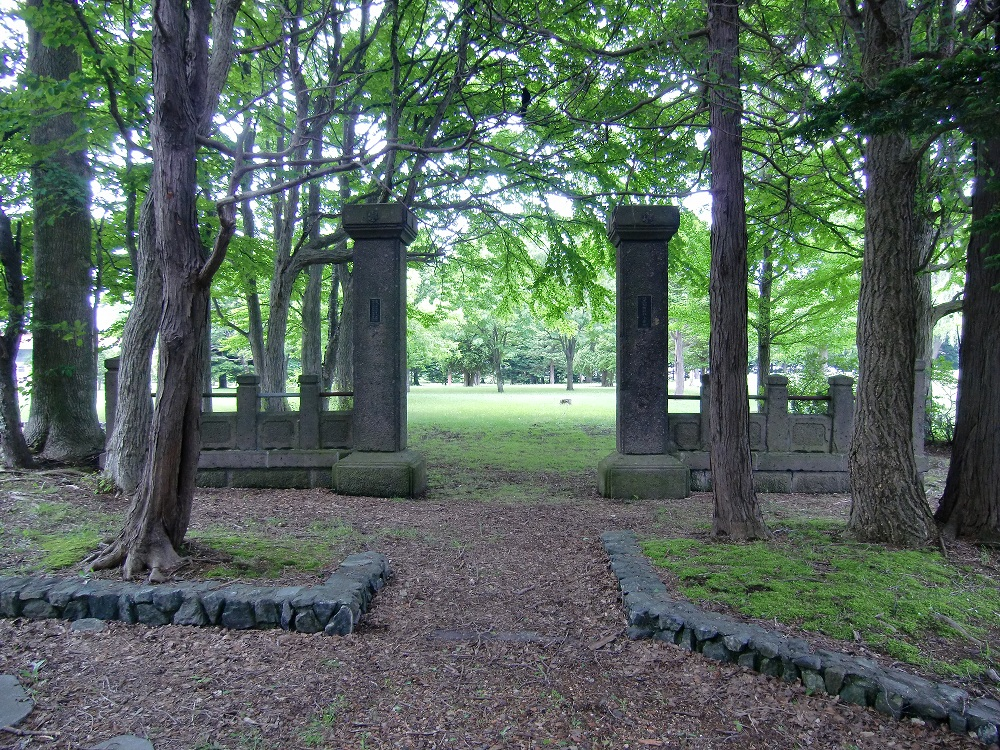
恵庭開拓記念公園内に松園小学校の開校30周年を記念して当時の同窓生が寄贈した門柱が残されている（2013年）

松園小学校（しょうえんしょうがっこう）は、北海道恵庭市南島松に所在した公立小学校。
年表
- 1889年（明治22年）- 南島松西2線南22号に「私立松園尋常小学校」として児童10名で開校[13]
- 1897年（明治30年）- 「公立恵庭尋常小学校松園分校」として現在の恵庭開拓記念公園に移設[12]。
- 1899年（明治32年）- 「公立松園尋常小学校」として独立[14]。
- 1907年（明治40年）- 高等科併置し、「公立松園尋常高等小学校」に改称[14]。
- 1941年（昭和16年）- 国民学校令施行により「松園国民学校」に改称。
- 1945年（昭和20年）- 校舎全焼[14]。
- 1947年（昭和22年）- 学校教育法施行により「恵庭村立松園小学校」に改称、新校舎完成[14]。
- 1951年（昭和26年）- 町制施行により「恵庭町立松園小学校」に改称。
- 1965年（昭和40年）- 統合が町議会で可決[14]。
- 1970年（昭和45年）- 市制施行により「恵庭市立松園小学校」に改称。
- 1971年（昭和46年）- 松恵小学校に統合され、松園小学校は廃校となった[14]。

## 松鶴小学校
松鶴小学校（しょうかくしょうがっこう）は、北海道恵庭市漁太に所在した公立小学校。現在は敷地が残され松鶴公園と松鶴会館がある。
漁川沿いに学校があり、学校から漁川と千歳川の合流地点まで1.5kmほどで、そして学校周辺が恵庭の中でもっとも地盤が低かったこともあり、閉校するまでの間に台風や豪雨などで漁川と千歳川が何回も氾濫が起きて悩ませた。
- 1893年（明治26年）- 寺小屋式として教育が始まる[16]。
- 1901年（明治34年）- 地域住民から寄付によって開校[16]。
- 1908年（明治41年）- 「公立松園尋常高等小学校松鶴分教場」に改称[16]。
- 1922年（大正11年）- 「公立松鶴尋常小学校」に改称、西2線南14号（現在地）に移転。新校舎完成[16]。
- 1930年（昭和5年）- 校舎増築完成[16]。
- 1941年（昭和16年）- 国民学校令施行により「松鶴国民学校」に改称、高等科併置[16]。
- 1942年（昭和17年）- 火災により校舎が全焼[16]。
- 1943年（昭和18年）- 新校舎完成[16]。
- 1947年（昭和22年）- 学校教育法施行により「恵庭村立松鶴小学校」に改称、松園中学校松鶴分校が併置[16]。
- 1951年（昭和26年）- 町制施行により「恵庭町立松鶴小学校」に改称。
- 1970年（昭和45年）- 市制施行により「恵庭市立松鶴小学校」に改称。
- 1971年（昭和46年）- 松恵小学校に統合され、70年の歴史に幕を下ろした[16]。